# گلاستر
گلاستر (به انگلیسی: Gloucester) شهری در جنوب غربی انگلستان و مرکز ناحیهٔ گلاسترشایر است. جمعیت آن ۱۲۱٬۹۰۰ نفر است. این شهر را رومیها در سال ۹۷ بعد از میلاد بنا نهادند.